# 빅토르 오르타

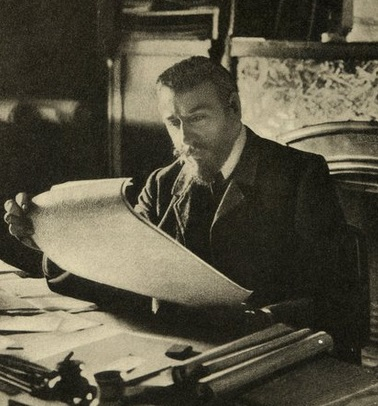
빅토르 오르타

빅토르 피에르 오르타(프랑스어: Victor Pierre Horta, 1861년 1월 6일 헨트 ~ 1947년 9월 8일 브뤼셀)는 벨기에의 건축가이다. 아르 누보 양식의 건축을 대표하는 건축가로 여겨진다.

## 생애
헨트 출신이며 12세에 삼촌이 일하던 건설 현장을 도우면서 건축에 흥미를 갖게 되었다. 헨트 예술학교에서 회화, 직물, 건축을 전공했고 1878년 프랑스 파리 몽마르트르에서 건축가 겸 디자이너로 근무했다.
1880년 아버지가 사망하면서 벨기에로 귀환했고 브뤼셀 왕립 미술학교에 입학했다. 학교를 졸업한 이후에는 레오폴 2세 국왕의 왕실 건축가로 근무하고 있던 알퐁스 발라(Alphonse Balat)의 제자가 되었다. 발라는 오르타와 함께 라컨궁(Laeken)의 왕립 온실을 설계했는데 이 건축물은 오르타가 처음으로 강철, 유리를 소재로 설계한 건축물이다.
1885년부터는 독립과 함께 3채의 집을 직접 설계했다. 오르타는 공공 전축물 설계전에서 수많은 작품들을 출품했으며 건축 뿐만 아니라 조각상, 묘비 등 다양한 조각들을 설계했다. 오르타는 설계에서는 곡선을 주목했지만 건축에서는 실용성을 중시했다.
1892년부터 1893년까지 브뤼셀에 지어진 타셀 저택(Hôtel Tassel)을 설계했다. 식물을 소재로 한 유기적인 곡선 형상을 주철로 만들어 내부 장식에 사용한 것이 특징인 이 건축물은 유럽에서 최초로 아르 누보 양식으로 지어진 건축물이다. 1893년부터 1911년까지 브뤼셀 자유 대학교(Université Libre de Bruxelles) 건축학과 교수를 역임했다.
그 외에 브뤼셀에 건설된 솔베 저택(Hôtel Solvay, 1895년 ~ 1900년), 브뤼셀 시민 회관(Maison du Peuple, 1896년 ~ 1898년), 오르타 사저(1898년 ~ 1900년, 현재는 오르타 박물관(Musée Horta)으로 사용되고 있음), 브뤼셀 미술궁전(Palais des Beaux-Arts, 1920년 ~ 1928년), 브뤼셀 센트랄 역 등을 설계했다. 특히 솔베 저택, 오르타 사저는 약간의 철과 돌로 만든 퍼사드에 정교한 철 인테리어를 결합한 건축물이다.
1932년에는 벨기에의 알베르 1세 국왕으로부터 남작 작위를 받았다. 2000년에는 오르타가 설계한 브뤼셀의 4채의 개인 저택이 유네스코가 지정한 세계유산에 등재되었다.